# Xã Kingston, Quận Delaware, Ohio
Xã Kingston (tiếng Anh: Kingston Township) là một xã thuộc quận Delaware, tiểu bang Ohio, Hoa Kỳ. Năm 2010, dân số của xã này là 2.156 người.